# Don't Play
Don't Play is een nummer van de Britse muzikanten Anne-Marie, KSI & Digital Farm Animals uit 2021. Het is de eerste single van Anne-Marie's tweede studioalbum Therapy, en de tweede single van van KSI's tweede studioalbum All Over the Place.

## Achtergrondinformatie
"Don't Play" gaat over een giftige relatie. Anne-Marie zingt dat ze het zat is dat haar geliefde spelletjes speelt met haar hart. De jongen besteedt niet genoeg tijd aan haar en vertelt niet de waarheid. KSI rapt vanuit het perspectief van de jongen. Hij reageert door de begindagen van hun relatie aan te halen, toen ze samen gameden op de Xbox 360 en hij stiekem van school spijbelde om bij haar te zijn. Nu brengt Anne-Marie al haar tijd online door en communiceert ze niet met hem. KSI vertelt de zangeres dat hij nog steeds om haar geeft en hun relatie nog niet wil beëindigen.
Het nummer werd een grote hit in het Verenigd Koninkrijk en bereikte daar de 2e positie. In het Nederlandse taalgebied had de plaat minder succes; met in Nederland een 20e positie in de Tipparade, en in Vlaanderen een 14e positie in de Tipparade.

## Tracklijst
- Muziekdownload

1. "Don't Play" - 3:20